# Domléger-Longvillers
Domléger-Longvillers est une commune française située dans le département de la Somme en région Hauts-de-France.

## Géographie

### Localisation
Domléger-Longvillers est une commune rurale picarde du Ponthieu constituée du chef-lieu, Domléger, et de son hameau, Longvillers, qui étaient deux communes, fusionnées en 1972 pour former la commune actuelle.
À vol d'oiseau, la localité est située à 6 km à l'ouest de Bernaville, 8 km au sud d'Auxi-le-Château, 10 km au nord-ouest de Domart-en-Ponthieu, 18 km à l'ouest de Doullens, 19 km au nord-est d'Abbeville et à 33 km au nord-ouest d'Amiens.
Le territoire de la commune est limitrophe de ceux de sept communes.
Les communes limitrophes sont  Agenville, Beaumetz, Bernâtre, Conteville, Cramont, Mesnil-Domqueur et Prouville.

### Hydrographie
La commune est située dans le bassin Artois-Picardie. Elle n'est drainée par aucun cours d'eau.

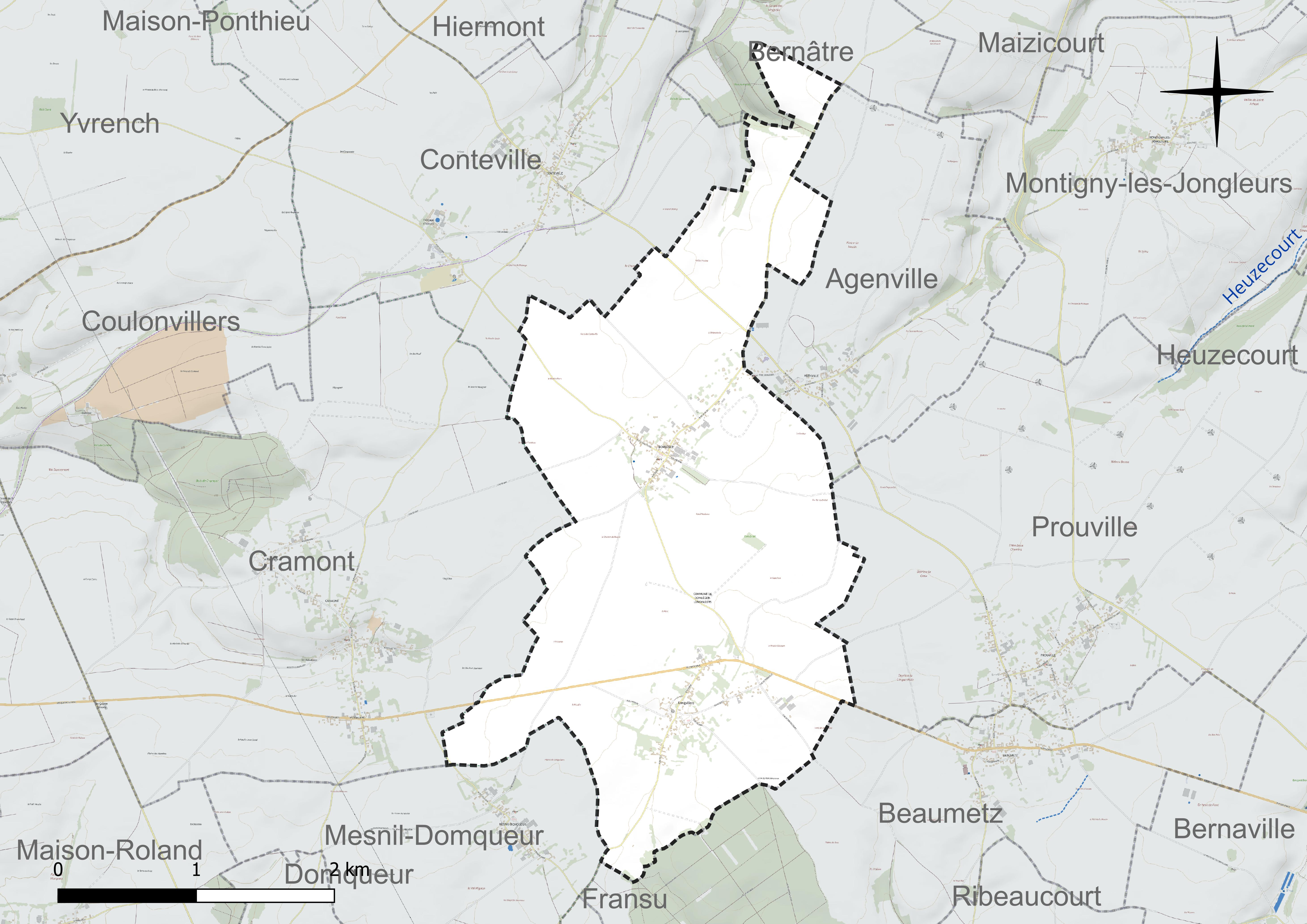
Réseau hydrographique de Domléger-Longvillers.

### Climat
Pour des articles plus généraux, voir Climat des Hauts-de-France et Climat de la Somme.
En 2010, le climat de la commune est de type climat des marges montargnardes, selon une étude du CNRS s'appuyant sur une série de données couvrant la période 1971-2000. En 2020, Météo-France publie une typologie des climats de la France métropolitaine dans laquelle la commune est exposée à un climat océanique et est dans la région climatique Côtes de la Manche orientale, caractérisée par un faible ensoleillement (1 550 h/an) ; forte humidité de l'air (plus de 20 h/jour avec humidité relative > 80 % en hiver), vents forts fréquents.
Pour la période 1971-2000, la température annuelle moyenne est de 9,9 °C, avec une amplitude thermique annuelle de 13,6 °C. Le cumul annuel moyen de précipitations est de 870 mm, avec 12,8 jours de précipitations en janvier et 9,2 jours en juillet. Pour la période 1991-2020, la température moyenne annuelle observée sur la station météorologique la plus proche, située sur la commune de Bernaville à 6 km à vol d'oiseau, est de 10,4 °C et le cumul annuel moyen de précipitations est de 877,3 mm,. Pour l'avenir, les paramètres climatiques de la commune estimés pour 2050 selon différents scénarios d'émission de gaz à effet de serre sont consultables sur un site dédié publié par Météo-France en novembre 2022.

## Urbanisme
Longvillers est situé sur le tracé initial ex-RN 25 (actuelle RD 925 reliant Le Havre à Doullens), Domléger est situé en retrait de cet axe de circulation.
En 2019, la localité est desservie par la ligne d'autocars no 26 (Doullens - Bernaville - Abbeville)  et la ligne no 57 (Cramont - Bernaville - Amiens) du réseau inter-urbain Trans'80 qui permettent les déplacements vers Abbeville et Amiens.

### Typologie
Au 1er janvier 2024, Domléger-Longvillers est catégorisée commune rurale à habitat dispersé, selon la nouvelle grille communale de densité à sept niveaux définie par l'Insee en 2022.
Elle est située hors unité urbaine et hors attraction des villes,.

### Occupation des sols
L'occupation des sols de la commune, telle qu'elle ressort de la base de données européenne d'occupation biophysique des sols Corine Land Cover (CLC), est marquée par l'importance des territoires agricoles (96,7 % en 2018), une proportion identique à celle de 1990 (96,7 %). La répartition détaillée en 2018 est la suivante : 
terres arables (88,5 %), zones agricoles hétérogènes (8,2 %), zones urbanisées (2,6 %), forêts (0,8 %). L'évolution de l'occupation des sols de la commune et de ses infrastructures peut être observée sur les différentes représentations cartographiques du territoire : la carte de Cassini (XVIIIe siècle), la carte d'état-major (1820-1866) et les cartes ou photos aériennes de l'IGN pour la période actuelle (1950 à aujourd'hui).
La commune est situéà une altitude moyenne de 140m et est balayé par des vents dominants Ouest-Sud-Ouest.

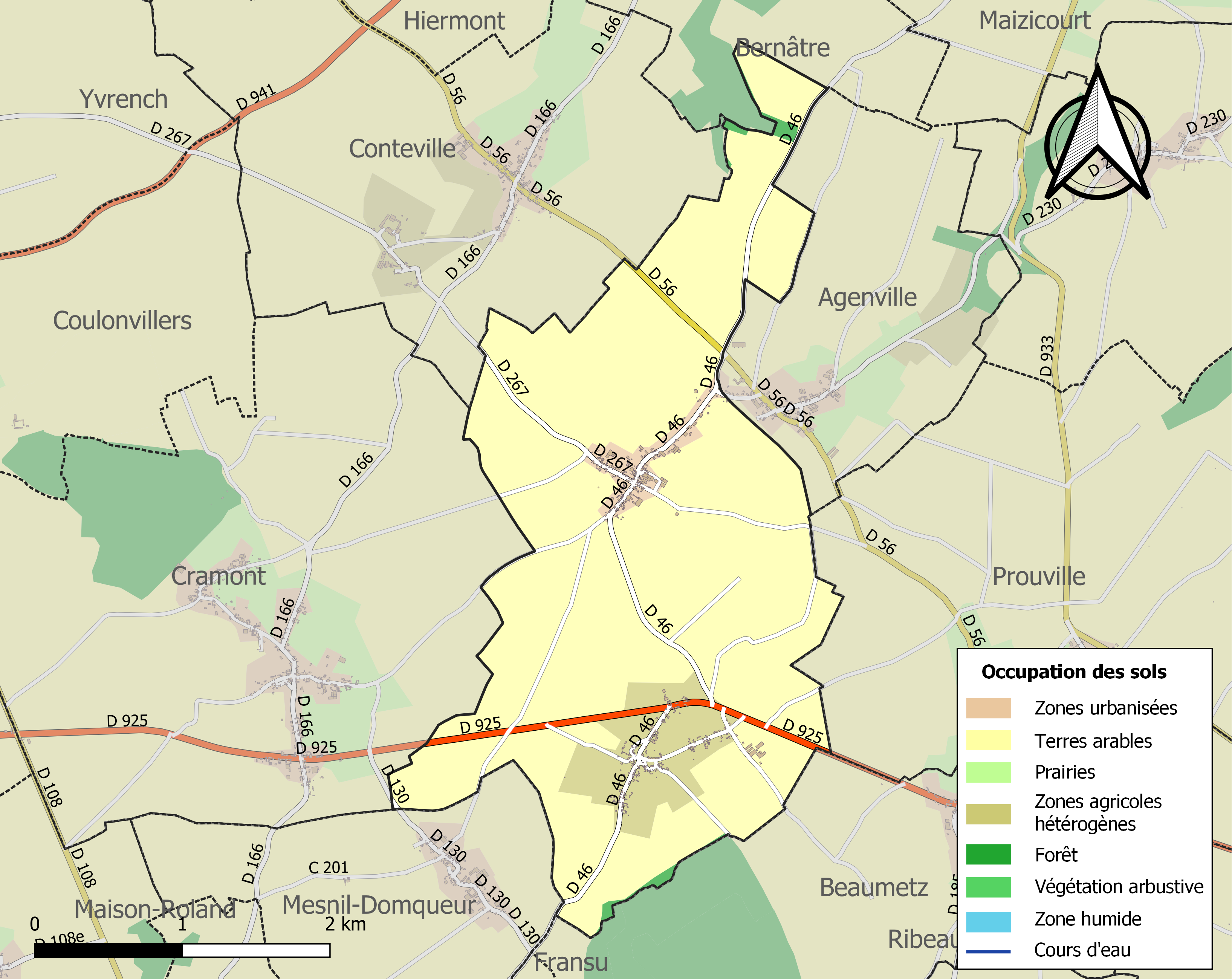
Carte des infrastructures et de l'occupation des sols de la commune en 2018 (CLC).

## Toponymie
Domléger est issu de Dom qui veut dire « Seigneur » et de Léger, la commune ayant été placée sous le vocable de ce Saint Léger.
Longvillers signifie probablement « longue maison de campagne ». Maison de campagne éloignée, dépendant de l'abbaye de St Riquier.

## Histoire
En 1647, à la fin de la guerre de Trente Ans, l'armée espagnole fait des ravages dans le Ponthieu. Les habitants du village, comme ceux d'Hiermont, Maison-Roland, Maison-Ponthieu et Lanches-Saint-Hilaire sont obligés de creuser des souterrains qui leur serviront de muches.
Seconde Guerre mondiale
L'occupant allemand avait implanté dans la commune de nombreux ouvrages (blockhaus, casemates fortifiées pour stocker les pièces de V1 destinés à  détruire le Royaume-Uni).
Le territoire a subi d'importants bombardements alliés afin d'atteindre ces infrastructures, détruisant en large part les villages.
Une vingtaine de blockhaus sont construits dans le village de Domléger pendant la Seconde Guerre mondiale. Ils sont destinés à servir de cachettes au cours du conflit.
Domléger a été décorée de la Croix de guerre 1939-1945 avec étoile de bronze le 11 novembre 1948
Domléger-Longvillers résulte de la fusion, le 1er octobre 1972, des communes de Domléger et Longvillers, dans le cadre des dispositions de la  loi Marcellin du 16 juillet 1971.

## Politique et administration

### Rattachements administratifs et électoraux
Rattachements administratifs
La commune se trouvait depuis 1801 dans l'arrondissement d'Abbeville du département de la Somme, mais en a été détachée le 1er janvier 2017 pour intégrer l'arrondissement d'Amiens.
Elle faisait partie depuis 1801 du canton de Crécy-en-Ponthieu. Dans le cadre du redécoupage cantonal de 2014 en France, cette circonscription administrative territoriale a disparu, et le canton n'est plus qu'une circonscription électorale.
Rattachements électoraux
Pour les élections départementales, la commune fait partie depuis 2014 du canton de Doullens
Pour l'élection des députés, elle fait partie de la troisième circonscription de la Somme.

### Intercommunalité
Domléger-Longvillers était membre de la petite communauté de communes du Bernavillois, un établissement public de coopération intercommunale (EPCI) à fiscalité propre créé en 2001 et auquel la commune a transféré un certain nombre de ses compétences, dans les conditions déterminées par le code général des collectivités territoriales.
Dans le cadre des dispositions de la loi portant nouvelle organisation territoriale de la République du 7 août 2015, qui prévoit que les établissements publics de coopération intercommunale (EPCI) à fiscalité propre doivent avoir un minimum de 15 000 habitants, cette intercommunalité a fusionné avec ses voisines pour former le 1er janvier 2017 la communauté de communes du Territoire Nord Picardie dont la commune est désormais membre.

### Liste des maires
| Période                                  | Période                       | Identité                | Étiquette | Qualité            |
| ---------------------------------------- | ----------------------------- | ----------------------- | --------- | ------------------ |
| Les données manquantes sont à compléter. |                               |                         |           |                    |
|                                          | 1er janvier 1847              | Jean François Cacheleux |           | Décédé en fonction |
| Les données manquantes sont à compléter. |                               |                         |           |                    |
| 1988                                     | 1995                          | André Beaussart         |           |                    |
| 1995                                     | 2001                          | Camille Franquelin      |           |                    |
| mars 2001                                | 2020                          | Jocelyne Lombart,       |           |                    |
| juillet 2020                             | En cours (au 14 octobre 2020) | Yves Douay              |           |                    |

## Population et société

### Démographie
L'évolution du nombre d'habitants est connue à travers les recensements de la population effectués dans la commune depuis 1793. Pour les communes de moins de 10 000 habitants, une enquête de recensement portant sur toute la population est réalisée tous les cinq ans, les populations de référence des années intermédiaires étant quant à elles estimées par interpolation ou extrapolation. Pour la commune, le premier recensement exhaustif entrant dans le cadre du nouveau dispositif a été réalisé en 2007.

En 2022, la commune comptait 292 habitants, en évolution de −0,68 % par rapport à 2016 (Somme : −1,26 %, France hors Mayotte : +2,11 %).
| 1793 | 1800 | 1806 | 1821 | 1831 | 1836 | 1841 | 1846 | 1851 |
| ---- | ---- | ---- | ---- | ---- | ---- | ---- | ---- | ---- |
| 354  | 324  | 415  | 459  | 409  | 395  | 375  | 375  | 392  |

| 1856 | 1861 | 1866 | 1872 | 1876 | 1881 | 1886 | 1891 | 1896 |
| ---- | ---- | ---- | ---- | ---- | ---- | ---- | ---- | ---- |
| 355  | 339  | 333  | 312  | 295  | 256  | 265  | 262  | 257  |

| 1901 | 1906 | 1911 | 1921 | 1926 | 1931 | 1936 | 1946 | 1954 |
| ---- | ---- | ---- | ---- | ---- | ---- | ---- | ---- | ---- |
| 235  | 245  | 221  | 293  | 213  | 195  | 210  | 158  | 171  |

| 1962 | 1968 | 1975 | 1982 | 1990 | 1999 | 2006 | 2007 | 2012 |
| ---- | ---- | ---- | ---- | ---- | ---- | ---- | ---- | ---- |
| 175  | 183  | 312  | 255  | 257  | 267  | 265  | 265  | 280  |

| 2017 | 2022 | - | - | - | - | - | - | - |
| ---- | ---- | - | - | - | - | - | - | - |
| 302  | 292  | - | - | - | - | - | - | - |

### Enseignement
La scolarité primaire relève de la communauté de communes.

## Culture locale et patrimoine

### Lieux et monuments
- Église Saint-Léger (Domléger).
- Église Saint-Lô (Longvillers). En 2008, le clocher de l'église s'effondre. Une version plus modeste est reconstruite en 2020, avec un clocher en campenard[33],[34],[29]. En 2021, le clocher est restauré, la cloche en fonte Claire-Cécile retrouve sa place[35].

- Chapelle funéraire à Domléger, construite en 1925, en remerciement à la Vierge d'un retour indemne de la Première Guerre mondiale[36].
- Chapelle Notre-Dame-de-Lourdes à Longvillers. Cette chapelle funéraire privée de la famille Carpentier a été bâtie en 1875, en mémoire d'un fils unique mort de faits de guerre en 1870[36]. Elle fait l'objet d'une rénovation en 2022[37].
- Nombreux vestiges des infrastructures et fortifications réalisées par l'occupant nazi de la Seconde Guerre mondiale. Un ancien blockhaus a été reconverti en maison d'hôte[20].

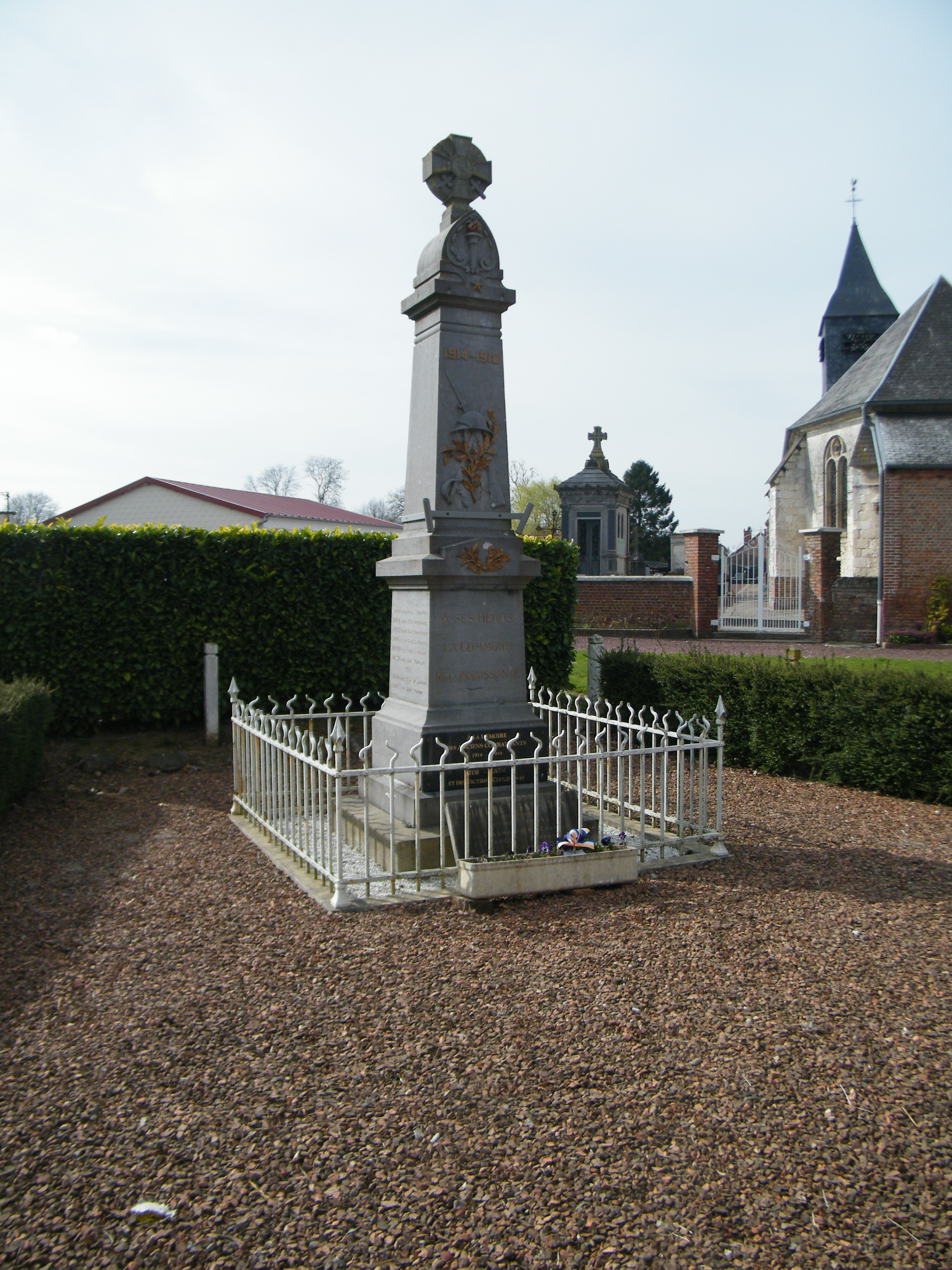
Le monument aux morts de Domléger.
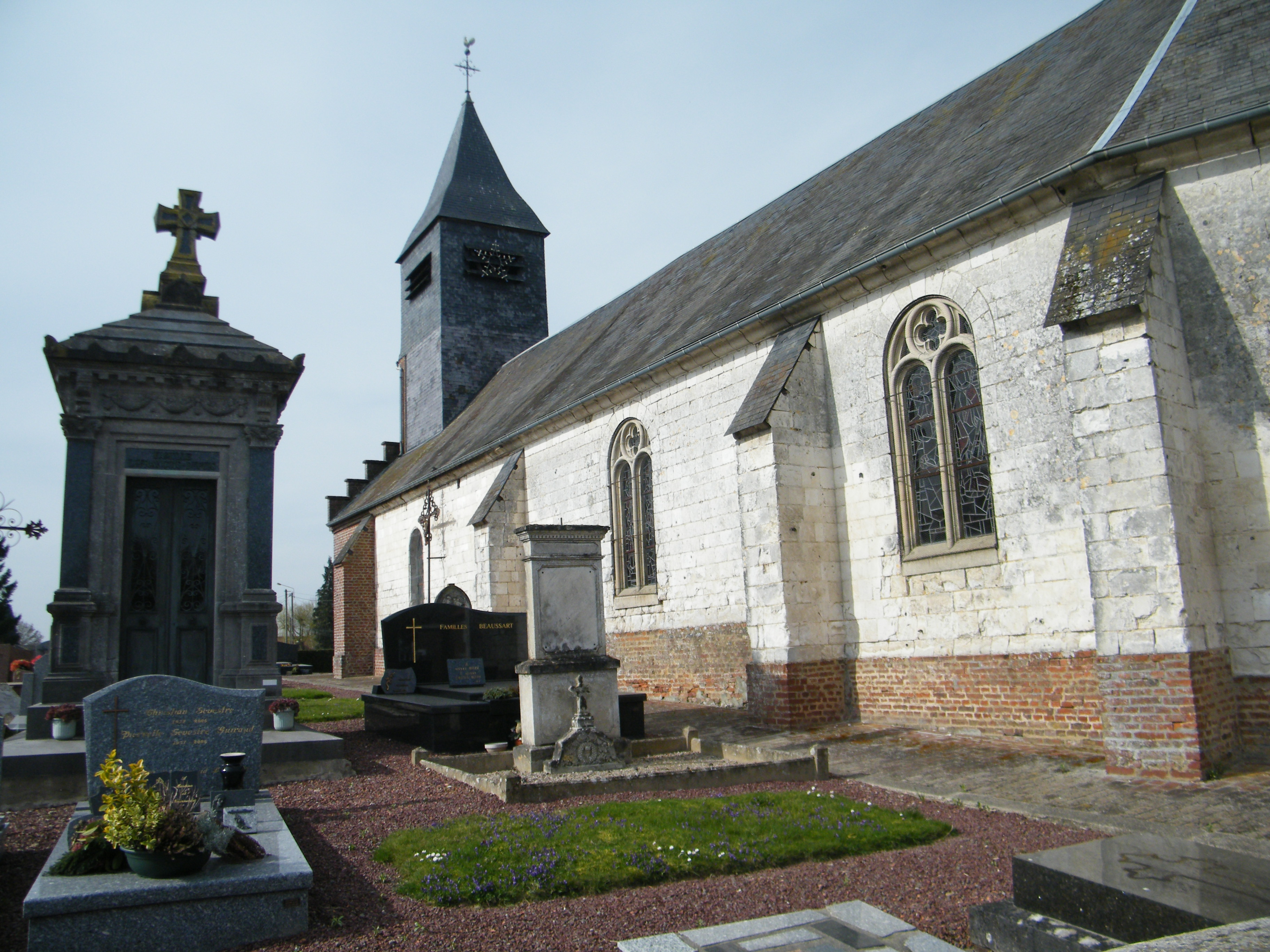
L'église de Domléger.
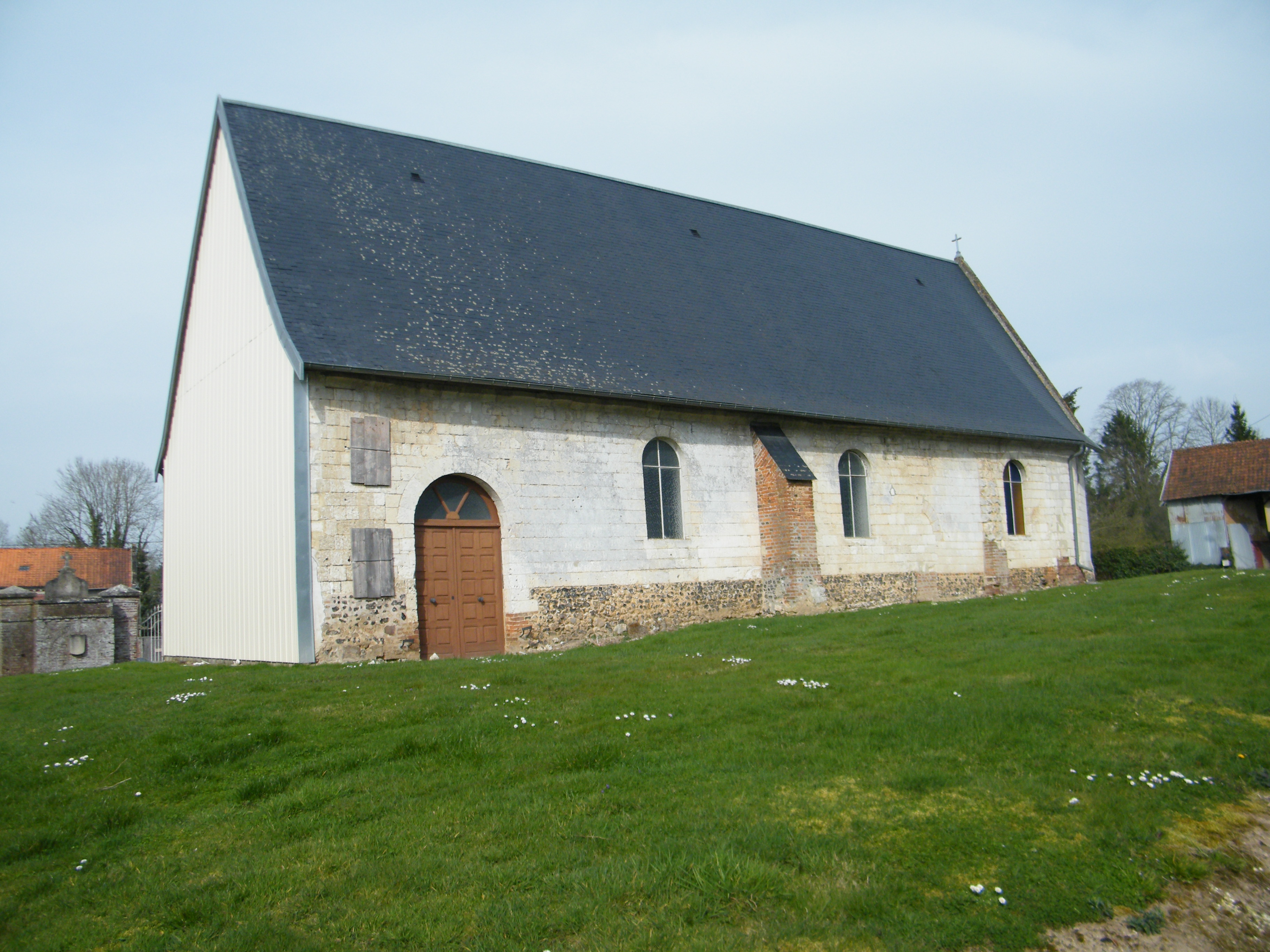
L'église de Longvillers, dépourvue de clocher.
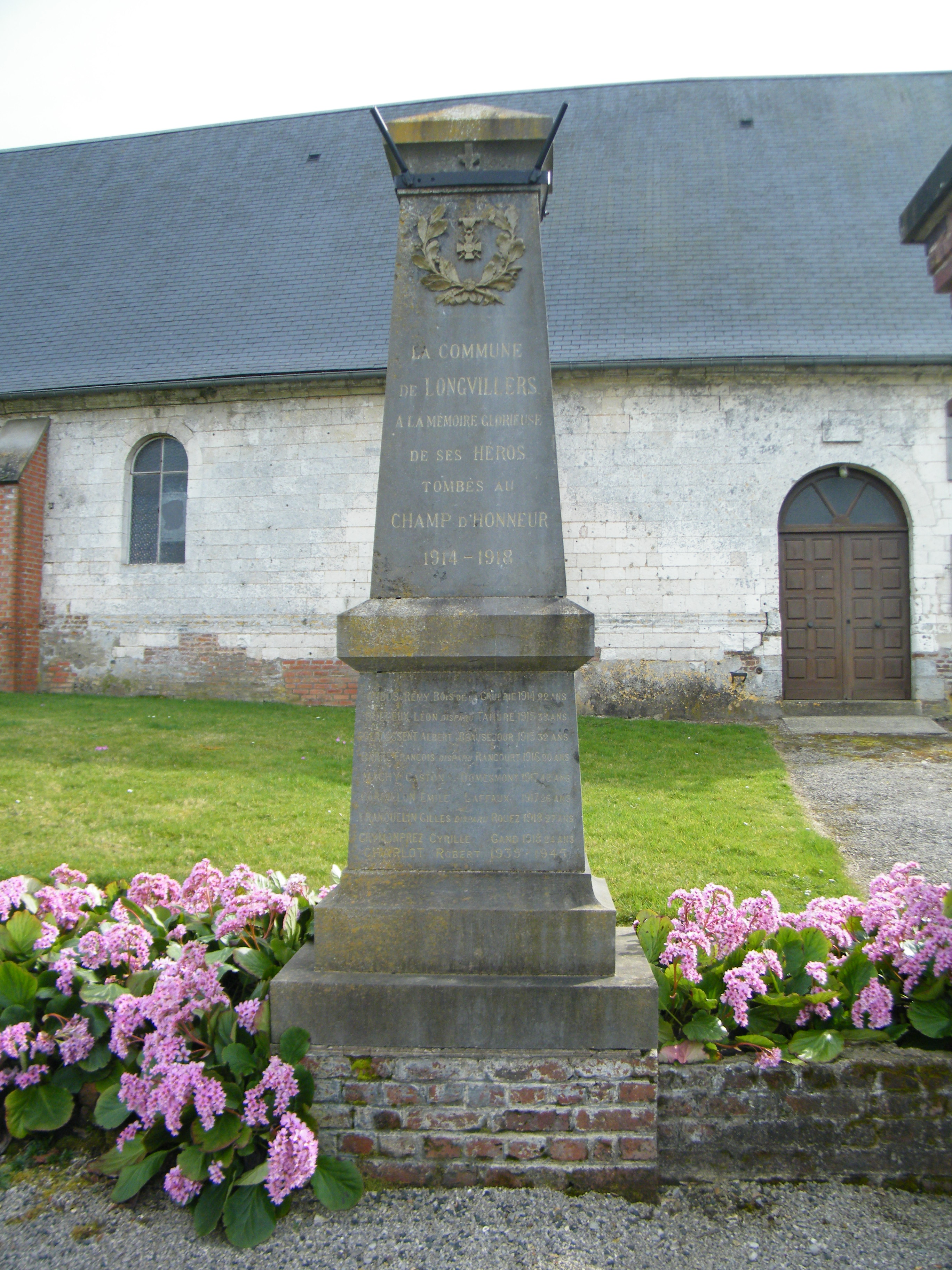
Le monument aux morts de Longvillers.
Bâtiments communaux à Longvillers.
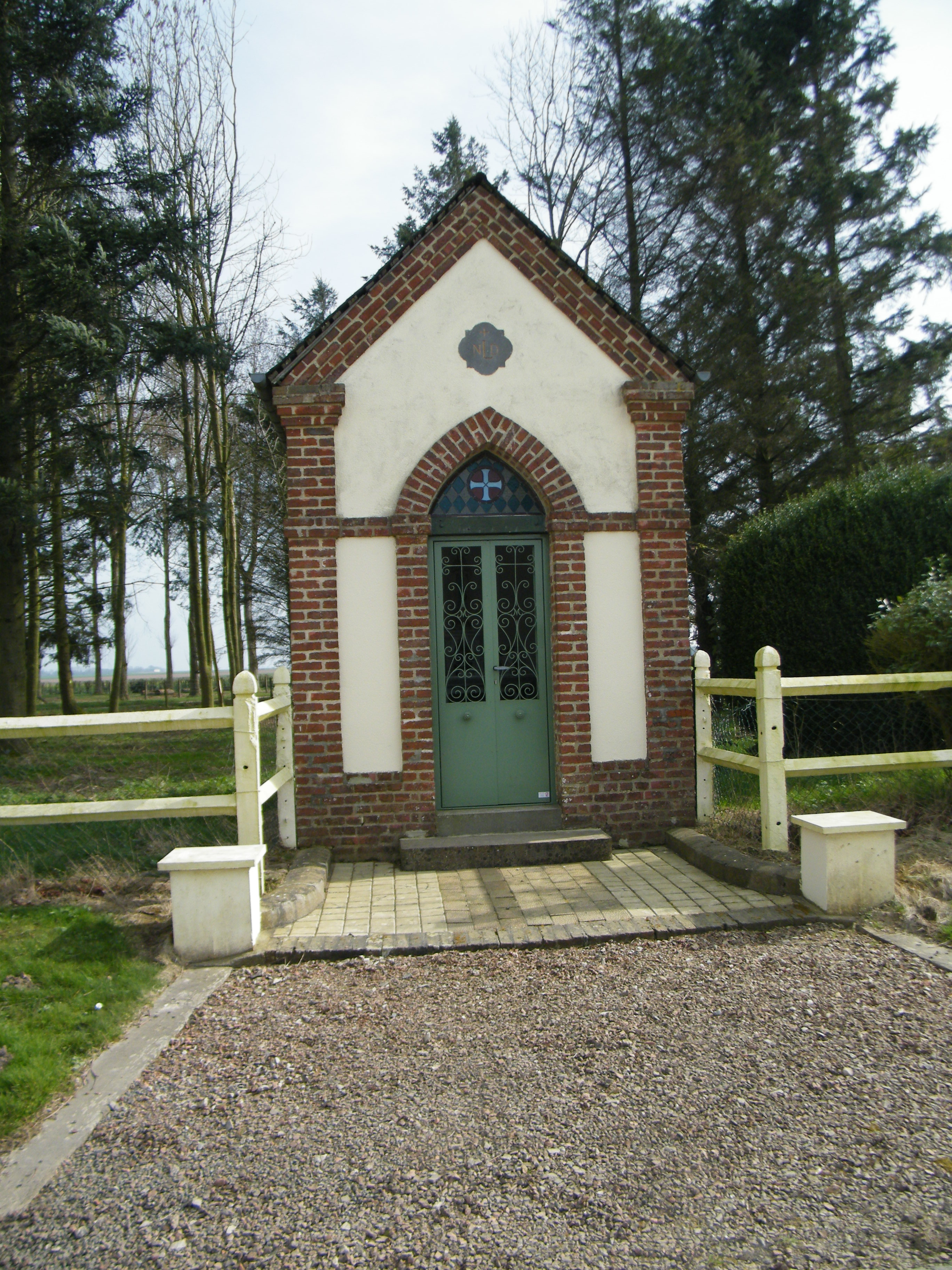
Chapelle Lefrançois à Domléger.